# Хайчнорин
Хайчнорин — лінійна вантажно-пасажирська станція 5-го класу Коростенської дирекції Південно-Західної залізниці лінії Білокоровичі — Овруч. Розташована у Овруцькому районі, поблизу сіл Велика Хайча та Мала Хайча.
Розташована між станціями Овруч (17 км) та Велідники (7 км).
Станція виникла 1935 року. На станції зупиняються приміські поїзди.

## Розклад
- Розклад руху приміських поїздів [Архівовано 3 січня 2018 у Wayback Machine.].